# 93.ª Brigada Mixta (Ejército Popular de la República)
La 93.ª Brigada Mixta fue una unidad del Ejército Popular de la República creada durante la Guerra Civil Española. A lo largo de la contienda la unidad operó en los frentes de Andalucía, Segre y Cataluña.

## Historial
La unidad fue creada en enero de 1937, en el sector de Álora, con los batallones 89.º («Comandante Ortiz»), 90.º («Voluntarios de Almería»), 91.º («Pedro Galindo») y 92.º («Ángel Pestaña»). Inicialmente la brigada recibió la numeración «53», si bien adoptaría finalmente la numeración «93». Su primer comandante fue el teniente coronel de infantería Juan Piaya Rebullido, sucedido poco después por el comandante de infantería José Villagrán Ganzinotto. La brigada logró escapar a la caída de Málaga, pasando luego al frente de Córdoba y, en marzo de 1937, al frente de Granada. Un mes después quedó integrada en la nueva 22.ª División A partir de entonces la 93.ª BM pasó a cubrir el frente que iba desde el río Guadalquivir hasta la carretera que iba de Albendín a Martos.
En la primavera de 1938 fue enviada como refuerzo al frente de Aragón, dentro de la llamada División «Andalucía». Quedó fijada en el sector que iba desde Albocácer hasta Campillo, pero no pudo mantener sus posiciones ante la presión enemiga y debió retirase al norte del Ebro. En esas fechas estuvo brevemente asignada a la 3.ª División.
Con posterioridad la 93.ª Brigada Mixta quedó agregada a la 72.ª División, cubriendo el sector de Balaguer del frente del Segre. Para entonces el mando de la unidad lo ostentaba el mayor de milicias Agustín Vilella Freixas. En diciembre de 1938 la ofensiva franquista rompió las posiciones de la brigada; posteriormente la 93.ª BM defendió la Sierra de Prades de los ataques enemigos, pero sufrió un duro quebranto. A partir de ese momento se unió a la retirada hacia la fronteresa francesa.

## Mandos
Comandantes
- Teniente coronel de infantería Juan Piaya Rebullido;
- Comandante de infantería José Villagrán Ganzinotto;
- Comandante de infantería José de Juan Saura;
- Mayor de milicias Agustín Vilella Freixas;

Comisarios
- Agustín de Leonardo Mingo,[7] del PCE;

Jefes de Estado Mayor
- comandante de infantería Antonio Burgos Pérez;
- capitán de infantería Miguel Valderes Rives;
- capitán de milicias Jacinto Moreno Gutiérrez;